# Love Contractually
Love Contractually, é um filme chinês de 2017, dirigido por Liu Guonan e estrelado por Sammi Cheng e Joseph Chang. Foi lançado na China pela Horgos Bona Media e Huaxia Film Distribution em 14 de fevereiro de 2017.

## Elenco
- Sammi Cheng[1]
- Joseph Chang[1]
- Lam Suet[1]
- Feng Wenjuan[1]
- Xianzi[1]
- Jin Qiaoqiao[1]
- Terence Yin[1]
- Li Mao[1]
- Xu Dongdong[1]

## Bilheteria
O filme faturou mais de trinta milhões de dólares na China.